# Jakov Salečić
Jakov Salečić (1678. − 1747.) zvani "pjesnik Krilko" je bio hrvatski svećenik kanonik, pjesnik, teolog, filozof, arheolog i povjesničar iz Smokvice.
Godine 1717. doživio je obiteljsku tragediju. Te su se godine dvije galije s 360 Turaka iskrcale na Korčulu, navalile na Salečićevu Smokvicu koju su Turci poharali, opljačkali i djelimice zapalili, župnika zarobili te još dvadesetak Smokvičana odveli u ropstvo, među kojima i sestru don Jakova Salečića sa 6 nejake djece. 
Na njegov književni rad utjecao je pjesnik Petar Kanavelić. Kao i kod svih ondašnjih intelektualaca, najbolje što je dala Korčula bili su svećenici koji su se bavili i pjesništvom: don Jakov Salečić, don Nikola Kapor, Marko Geričić i fra Augustin Draginić. 

## Priznanja
- Don Stanko Lasić je 1978. u Smokvici priredio znanstveni skup o Salečiću.
- Danas se po njemu zove mješoviti crkveni pjevački zbor u Korčuli.[1]